# Henry Lehrman
Henry Lehrman (Vienna, 21 aprile 1886 – Hollywood, 7 novembre 1946) è stato un produttore cinematografico, regista, attore e sceneggiatore statunitense.
Pioniere della cinematografia delle origini, il suo nome è rimasto nella storia del cinema per essere stato il primo regista di Charlie Chaplin.

## Biografia
Ventenne emigrò negli Stati Uniti dove trovò occupazione come tramviere prima di avventurarsi nel campo cinematografico.
Asserendo di avere già diretto in Europa per la casa di produzione cinematografica Pathé (da cui il soprannome), nel 1908, trovò impiego alla Biograph Company dove recitò in alcune produzioni di D. W. Griffith a fianco di un giovane Mack Sennett che seguirà nel 1912 nella fondazione della Keystone e da questi avviato alla regia di una troupe della nascente casa di produzione di cui lo stesso Sennet ne era il boss. Di fatto, nei primi nove mesi, diresse tutte le produzioni Keystone, tra cui film di Mabel Normand, Fatty e il debutto assoluto di Charlie Chaplin in Charlot giornalista (Making a living, 1914), cui seguirono altri tre cortometraggi con Chaplin protagonista. La collaborazione si interruppe per lo scarso affiatamento tra i due dovuto alla tendenza di Lehrman di manipolare il materiale girato con Chaplin, fatto questo intollerabile agli occhi del futuro 'vagabondo' e al carattere spigoloso del regista che, in generale, non era particolarmente amato dai collaboratori.
Lehrman abbandonò la Keystone per seguire, nel 1915, Ford Sterling, anch'esso uomo di punta di Sennett, cui la Universal aveva proposto la realizzazione di una serie di cortometraggi dal titolo Sterling Comedies, ma ancora una volta l'incompatibilità di carattere pregiudicò l'esito della collaborazione tra i due.
Si mise allora in diretta concorrenza con la Keystone fondando la L-KO, ovvero Lehrman Knock-Out Comedies, le cui produzioni furono distribuite dalla Universal. Quest'esperienza si concluse nel 1917 allorché Lehrman si aggregò alla Fox, ritrovando diversi attori fuoriusciti dalla Keystone quali Hank Mann, Chester Conklin, Phyllis Allen, Alice Davenport e Slim Summerville.
u in questo periodo che Lehrman si guadagnò un secondo e, presumibilmente, meno gradito appellativo: Suicide, a causa dei rischi, a volte esagerati e non necessari, cui sottoponeva i suoi attori nel corso delle lavorazioni.
Del 1919 è la collaborazione con la First National cui produceva come Lehrman Comedies.
Balzò all'attenzione delle cronache nel 1921 quando accusò Roscoe Arbuckle di responsabilità nella morte della propria fidanzata, l'attrice Virginia Rappe, avvenuta nella camera d'albergo di quest'ultimo nel corso di una festa.
L'avvento del sonoro produsse una brusca interruzione della sua carriera, come, del resto, quella di molti altri protagonisti del periodo muto. Nel 1934 collaborava in qualità di sceneggiatore con la Twentieth Century Fox. Nel 1941 fu il fallimento, anche economico.
Un attacco cardiaco pose fine alla sua esistenza nel 1946. Fu seppellito a fianco della sfortunata fidanzata nell'Hollywood Memorial Park Cemetery.

## Filmografia parziale

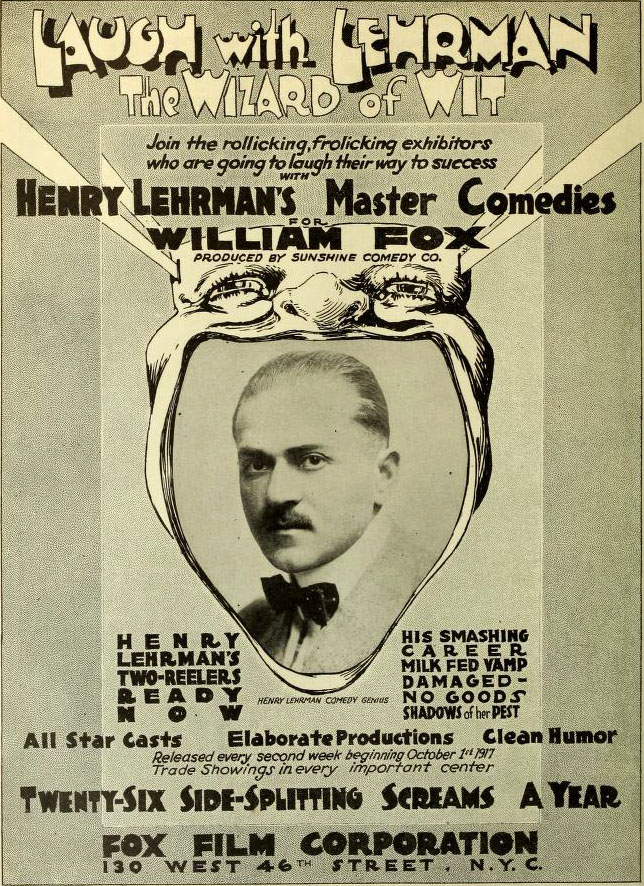
Pubblicità (1917)

### Attore
- Nursing a Viper, regia di David Wark Griffith – cortometraggio (1909)
- Through the Breakers, regia di David Wark Griffith – cortometraggio (1909)
- The Red Man's View, regia di David Wark Griffith – cortometraggio (1909)
- A Corner in Wheat, regia di David Wark Griffith – cortometraggio (1909)
- In Little Italy, regia di David Wark Griffith – cortometraggio (1909)
- To Save Her Soul, regia di David Wark Griffith – cortometraggio (1909)
- The Day After, regia di David Wark Griffith – cortometraggio (1909)
- The Rocky Road, regia di David Wark Griffith – cortometraggio (1910)
- The Last Deal, regia di David Wark Griffith – cortometraggio (1910)
- The Cloister's Touch, regia di David Wark Griffith – cortometraggio (1910)
- The Woman from Mellon's, regia di David Wark Griffith – cortometraggio (1910)
- The Course of True Love, regia di David Wark Griffith – cortometraggio (1910)
- The Love of Lady Irma, regia di Frank Powell – cortometraggio (1910)
- A Child of the Ghetto, regia di David W. Griffith – cortometraggio (1910)
- A Victim of Jealousy, regia di David W. Griffith – cortometraggio (1910)
- In the Border States, regia di David W. Griffith – cortometraggio (1910)
- The Face at the Window, regia di David W. Griffith – cortometraggio (1910)
- A Child's Impulse, regia di David W. Griffith – cortometraggio (1910)
- A Child's Faith, regia di David W. Griffith – cortometraggio (1910)
- A Flash of Light, regia di David W. Griffith – cortometraggio (1910)
- As the Bells Rang Out!, regia di David W. Griffith – cortometraggio (1910)
- An Arcadian Maid, regia di David Wark Griffith – cortometraggio (1910)
- Wilful Peggy, regia di David Wark Griffith – cortometraggio (1910)
- Little Angels of Luck, regia di David Wark Griffith – cortometraggio (1910)
- A Mohawk's Way, regia di David Wark Griffith – cortometraggio (1910)
- In Life's Cycle, regia di David Wark Griffith – cortometraggio (1910)
- Rose O'Salem Town, regia di David Wark Griffith – cortometraggio (1910)
- The Iconoclast, regia di David Wark Griffith – cortometraggio (1910)
- The Message of the Violin, regia di David Wark Griffith – cortometraggio (1910)
- Sunshine Sue, regia di David Wark Griffith – cortometraggio (1910)
- A Child's Stratagem, regia di David Wark Griffith – cortometraggio (1910)
- Happy Jack, a Hero, regia di Frank Powell
- His Sister-In-Law, regia di David Wark Griffith – cortometraggio
- White Roses
- The Two Paths
- The Italian Barber
- The Midnight Marauder
- Conscience, regia di David W. Griffith (1911)
- Comrades, regia di Dell Henderson e Mack Sennett (1911)
- Priscilla and the Umbrella, regia di Frank Powell (1911)
- The Broken Cross, regia di D.W. Griffith (1911)
- Madame Rex, regia di David W. Griffith (1911)
- A Knight of the Road Lehrman in Charlot ingombrante

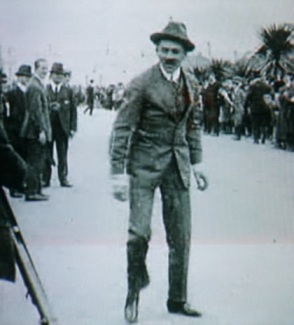
Lehrman in Charlot ingombrante

- The New Dress, regia di David Wark Griffith (1911)
- Enoch Arden: Part II (1911)
- Her Sacrifice, regia di David W. Griffith (1911)
- The Blind Princess and the Poet, regia di David Wark Griffith (1911)
- Iola's Promise, regia di David W. Griffith – cortometraggio (1912)
- A Beast at Bay
- Algy the Watchman
- His Own Fault, regia di Mack Sennett (1912)
- Willie Becomes an Artist, regia di Mack Sennett (1912)
- The Would-Be Shriner, regia di Mack Sennett (1912)
- Stolen Glory
- A Temperamental Husband
- Saving Mabel's Dad
- The Cure That Failed
- The Stolen Purse
- Her Birthday Present
- A Landlord's Troubles
- A Tangled Affair
- The Sleuths at the Floral Parade, regia di Mack Sennett (1913)
- Murphy's I.O.U., regia di Henry Lehrman (1913)
- The Peddler, regia di Henry Lehrman (1913)
- Cohen Saves the Flag, regia di Mack Sennett (1913)
- The Champion, regia di Henry Lehrman (1913)
- Charlot giornalista (Making a living) (1914)
- Charlot ingombrante (Kid Auto Races at Venice) (1914)
- Charlot all'hotel (Mabel's Strange Predicament) (1914)
- Love and Vengeance, regia di Henry Lehrman (1914)
- Mabel e Charlot venditori ambulanti (Mabel's Busy Day), regia di Mack Sennett (1914)
- Love and Surgery, regia di Henry Lehrman (1914)
- Partners in Crime, regia di Henry Lehrman (1914)
- The Fatal Marriage, regia di Henry Lehrman (1914)
- Lizzy's Escape
- The Rural Demons
- The Manicure Girl (1914)
- L'ombrello di Charlot (Between Showers) (1914)
- Cupid in a Hospital
- Thou Shalt Not Flirt
- The Death of Simon LaGree
- After Her Millions
- Life and Moving Pictures
- Silk Hose and High Pressure
- A September Mourning
- For the Love of Mike and Rosie
- The House of Terrible Scandals, regia di Henry Lehrman (1917)

### Regista
- The Jealous Husband, co-regia di D.W. Griffith (1911)
- Curiosity, co-regia di Mack Sennett (1911)
- Father's Choice (1913)
- Bangville Police (1913)
- The Peddler (1913)
- The Woman Haters (1913)
- The Horse Thief (1913)
- Passions, He Had Three – cortometraggio (1913)
- The Fatal Marriage (1914)
- Hearts and Swords (1914)
- His Smashing Career (1917)
- A Neighbor's Keyhole (1918)
- Roaring Lions on the Midnight Express (1918)
- Sperduti sull'Oceano (Reported Missing) (1922)
- On Time (1924)

### Sceneggiatore
- His Smashing Career, regia di Henry Lehrman (1917)
- Hungry Lions in a Hospital, regia di Jack White (1918)
- Are Married Policemen Safe?, regia di F. Richard Jones (1918)
- Un'ombra nella nebbia (Bulldog Drummond Strikes Back), regia di Roy Del Ruth (1934)

### Produttore
- The Manicure Girl (1914)
- His Smashing Career, regia di Henry Lehrman (1917)
- Hungry Lions in a Hospital, regia di Jack White (1918)
- Are Married Policemen Safe?, regia di F. Richard Jones (1918)
- A Neighbor's Keyhole, regia di Henry Lehrman (1918)
- Roaring Lions on the Midnight Express, regia di Henry Lehrman (1918)
- Her Dog-Gone Wedding, regia di Harry Williams (1920)
- Sperduti sull'Oceano (Reported Missing), regia di Henry Lehrman (1922)